# Martin Häner
Martin Häner, född den 27 augusti 1988 i Berlin, Tyskland, är en tysk landhockeyspelare.
Han tog OS-guld i herrarnas landhockeyturnering i samband med de olympiska landhockeytävlingarna 2012 i London.
Vid de olympiska landhockeytävlingarna 2016 i Rio de Janeiro tog han en bronsmedalj.